# Carlos Matos Ferreira
Carlos Matos Ferreira GOIH (Lisboa, 27 de junho de 1948 - 27 de dezembro de 2014) foi um professor e Físico Português. Foi presidente do Instituto Superior Técnico e Professor Catedrático do Departamento de Física. Faleceu em 27 de Dezembro de 2014, com 66 anos.
Fez os seus estudos preparatórios de engenharia na Faculdade de Ciências da Universidade de Lisboa, a Licenciatura em Engenharia Eletrotécnica no Instituto Superior Técnico e o Doutoramento em Física na Universidade de Paris em 1976.
Desempenhou um papel importante no desenvolvimento da Física Molecular e de Plasmas em Portugal através dos seus contributos científicos e no desempenho de várias funções. Entre os vários cargos que teve durante a sua carreira, destacam-se a presidência do Instituto Superior Técnico e o desempenho de várias funções na Sociedade Portuguesa de Física.

## Educação e Carreira
- Estudos preparatórios de engenharia na Faculdade de Ciências da Universidade de Lisboa.[1]
- B.S. em Engenharia Eletrotécnica, Instituto Superior Técnico, Universidade Técnica de Lisboa.[1]
- Ph.D. em Física, 1976, Universidade de Paris.[1]
- Professor Catedrático do Departamento de Física no Instituto Superior Técnico desde 1979.
- Sócio honorário da Sociedade Portuguesa de Física
  - Secretário Geral de 1990 a 1998
  - Secretário Adjunto para os Assuntos Nacionais de 1987 a 1989
- Presidente do Instituto Superior Técnico de 2001 a 2009
- Membro da Academia Europaea desde 2002.[5]

## Prémios e Honras
- Agraciado com a Grande-Oficial (GOIH) da Ordem do Infante D. Henrique em 2005.[2][6]
- Recebeu da Fundação para a Ciência e Tecnologia (FCT) o prémio de "Estimulo à Ciência" em 2004.[7]